# Fisher-Nunatak
Der Fisher-Nunatak ist ein Nunatak mit Felsvorsprüngen im westantarktischen Ellsworthland. Er ragt 21 km westlich des Mount Crawford in der Sentinel Range des Ellsworthgebirges auf.
Entdeckt wurde er von der sogenannten Marie Byrd Land Traverse Party, einer Mannschaft vorwiegend zur Erkundung des Marie-Byrd-Lands zwischen 1957 und 1958. Das Advisory Committee on Antarctic Names benannte ihn 1960 nach Diana D. Fisher, Leiterin des glaziologischen Stabs des US-amerikanischen Programms zum Internationalen Geophysikalischen Jahr von 1956 bis 1959.